# (468384) 2016 GP13
(468384) 2016 GP13 es un asteroide perteneciente al cinturón de asteroides, descubierto el 9 de octubre de 2013 por el equipo Spacewatch desde el Observatorio Nacional de Kitt Peak (Arizona, Estados Unidos).